# Kiki Sukezane
Kiki Sukezane (祐真 キキ?, Sukezane Kiki; Kyoto, 5 aprile 1989) è un'attrice giapponese.
Nata e cresciuta a Kyoto, si è trasferita negli Stati Uniti dopo gli studi. Dopo essere stata co-protagonista in produzioni minori indipendenti, l'attrice, anche esperta di arti marziali, nel 2015 è stata scritturata nel cast principale della fiction Heroes Reborn.

## Filmografia
- Death Yankee 2, regia di Shuya Yoshimoto (2012)
- Death Yankee 3, regia di Shuya Yoshimoto (2013)
- Gutsy Frog – film TV, regia di Mark A.Z. Dippé (2013)
- The Terror - Stagione 2 nel ruolo di Yuko Tanabe – serie TV prodotta da Amazon Prime (2019)
- Dove la terra trema (Earthquake Bird), regia di Wash Westmoreland (2019)
- Bashira, regia di Fong Nickson (2021)
- The Yokai King, regia di Yuji Makino (2022)

### Televisione
- The Yokai King – serie TV, 13 episodi (2013-2014)
- The Port of San Pedro – webserie (2015)
- Heroes Reborn – miniserie TV, 13 puntate (2015-2016)
- Dango Samurai – miniserie TV, 1 puntata (2016)
- Code Name Mirage – serie TV, 25 episodi (2017)
- Lost in Space – serie TV, 5 episodi (2018)
- Westworld - Dove tutto è concesso (Westworld) – serie TV, episodi 2x05, 2x06 (2018)